# Estado Mayor Conjunto de las Fuerzas Armadas (Brasil)
El Estado Mayor Conjunto de las Fuerzas Armadas (en portugués Estado Maior Conjunto das Forças Armadas, EMCFA) es un órgano dependiente del Ministerio de Defensa de Brasil que lo asiste y asesora en los asuntos de las Fuerzas Armadas.
Fue creado en 2010 por el presidente Luiz Inácio Lula da Silva con el fin de fortalecer el Ministerio de Defensa.
El jefe del Estado Mayor Conjunto es un oficial general del último rango designado por el Ministerio de Defensa y el presidente de la República.